# Proteção de memória
A proteção de memória é responsável pela manutenção da integridade dos dados de um processo quando este compartilha um mesmo computador com outros processos. Ela é implementada em conjunto pelo hardware e sistema operacional, que disponibilizam para cada processo um espaço de memória exclusivo. O sistema deve impedir que um processo acesse ou modifique uma pagina do sistema que ele não possua permissão. As permissões são de leitura ou de gravação, sendo que sempre que uma página é referenciada o sistema operacional verifica no mapeamento de processos se a operação e permitida ou não. Para isso pode-se se utilizar os bits de proteção:
| Bits de proteção | Descrição                    |
| ---------------- | ---------------------------- |
| 00               | Sem proteção                 |
| 10               | Acesso somente de leitura    |
| 11               | Acesso de leitura e gravação |